# طمون
طمّون یک شهرک فلسطینی در استان طوباس است که در ۱۳ کیلومتری شمال شرقی نابلس و پنج کیلومتری جنوب طوباس در شمال شرقی کرانه باختری واقع شده‌است. طمّون در سال ۲۰۰۷ حدود ۱۰۷۹۵ نفر جمعیت داشت.